# لاس وگاس (نیومکزیکو)
لاس وگاس، نیومکزیکو (به انگلیسی: Las Vegas, New Mexico) شهری در ایالت نیومکزیکو کشور ایالات متحده آمریکا است که جمعیت آن در سرشماری سال ۲۰۱۰ میلادی، ۱۳٬۷۵۳ نفر بوده‌است.